# Kurhus
Kurhus kallades förr de vårdinrättningar som hade till uppgift att behandla patienter med könssjukdomar (veneriska sjukdomar). Med lasarettsstadgan av år 1901 försvann namnet "kurhus", och verksamheten införlivades istället med länslasaretten.
För syfilis användes länge kvicksilver i olika former. Först år 1910 kom Salvarsan (utvecklat av Paul Ehrlich vid Hoechst AG), ett arsenikpreparat som hade viss effekt och var den effektivaste behandlingen ända till 1940-talet.